# Blocs de Balàfia
Els blocs de Balàfia són un edifici de Lleida inclòs a l'Inventari del Patrimoni Arquitectònic de Catalunya.

## Descripció
Blocs correguts amb juxtaposició d'habitatges que generen un conjunt tancat en si mateix, formant una plaça interior. Planta baixa i tres pisos d'alçada amb obertures porticades a la planta baixa que permeten accedir directament a la plaça interior. Imatge de gran austeritat formal amb repetició de la seqüència de ventalls i utilització primària de les lleis de simetria. Caixes d'escala amb dos habitatges per replà. Ràfec corregut i coberta de secció contínua.

## Història
Intervenció estatal datada a l'època de l'autarquia.